# Садхвани, Раунак
Садхвани Раунак (маратхи रौनक साधवानी; род. 22 декабря 2005) — индийский шахматист, гроссмейстер (2019).

## Биография
В 2015 году Садхвани Раунак выиграл чемпионат Содружество наций по шахматам среди юношей в возрастной группе до 10 лет. В 2016 году он выиграл чемпионат города Мумбаи по шахматам среди юношей в возрастной группе до 13 лет, стал вторым в чемпионате Азии по шахматам среди юношей в возрастной группе до 12 лет и третьим на чемпионате Индии по шахматам среди юношей в возрастной группе до 19 лет. В 2018 году Садхвани Раунак выиграл международный шахматный турнир в Румынии «Felix Cup».
В октябре 2019 года в острове Мэн Садхвани Раунак занял 71-е место на турнире «Большая швейцарка ФИДЕ».
В ноябре 2021 года в Риге Садхвани Раунак занял 57-е место на турнире «Большая швейцарка ФИДЕ».
Участник чемпионатов мира 2021 года по рапиду (127-е место) и блицу (86-е место).
За успехи в турнирах ФИДЕ присвоила Садхвани Раунаку звание международного мастера (IM) в 2018 году и международного гроссмейстера (GM) в 2019 году. Стал гроссмейстером в возрасте 13 лет, 9 месяцев и 27 дней.

## Изменения рейтинга
| Графики недоступны из-за технических проблем. См. информацию на Фабрикаторе и на mediawiki.org. |